# 中国共产党台湾大学法学院支部委员会
中国共产党台灣大學法學院支部委员会，簡稱台大法學院支部、臺灣大學法學院支部、學工委法學院支部，是中國共產黨於第二次世界大戰結束後在台灣成立的學生工作組織，隶属于中共台湾省委学生工作委员会。成立之初由台大法學院學生會主席葉城松領導，並積極擴張組織，吸收鄭文峰、張璧坤、戴傳李等，上級單位由學生工作委員會書記楊廷椅領導。

## 历史

### 成立
台大法學院支部係由葉城松所成立之學生工作委員會轄下組織，1947年228事件後，葉城松積極參加活動，由陳炳基介紹加入中國共產黨，受楊廷椅等領導，1947年10月成立學工委台灣大學法學院支部並擔任支部書記。

### 活动
1945年戰爭結束後，部分台籍青年同情中共遭遇，並對毛澤東提出的新民主主義心生嚮往，以此，在中國的知識份子之間開始出現大幅度地的左傾，1945年開始，國府與共產黨的爭鬥益加劇烈，自此，中共開始大量滲透到非淪陷區，及至1946年沈崇案發生後，國府聲望一落千丈，各地學潮不斷，而大學生甚至為支持共產主義遊行並瘋狂引為風尚，此時期加入共產黨的台籍青年如吳克泰、陳炳基或滲透至台灣的學者如黃肅秋等，開始結合舊日在台的同志加入解放台灣的工作，以此至1947年二二八事件發生後，大量台籍菁英左傾，加上當時國府在中國戰事節節敗退，猶如風中殘燭，激起有志青年加入中共解放台灣的工作，當然也有少部分投機者認為國府不可能支撐太久，加以老台共如廖瑞發與回台後的蔡孝乾、張志忠本來在日治時期即與部分反日青年相結合，雙方在二二八事件後快速激盪，1947年後地下黨的組織快速膨脹。
葉城松於1947年10月當選法學院學生自治會理事，成立台大新聞會、五四晚會、時事研究會、台大壁報會等，積極發展組織吸收有志青年。葉城松吸收其同學柯耀南參加，並領導郭正堂、許昭然等加入共產黨，期間吸收吸收鄭文峰、張璧坤、戴傳李繼而吸收成員包含林榮勳、詹昭光、王明德、王子英、陳英泰、葉金柱、邱媽寅等加入組織。

### 解散
1949年8月省工委發行的《光明報》遭國民黨政府破獲，由於光明報的發行涉及省工委基隆市工作委員會，而遭到舉發的王明德正是台大法學院支部成員，多人遭約談，旋即林榮勳、詹昭光等遭到逮捕，葉城松因此南下嘉義躲避，張璧坤、鄭文峰先後接任台大法學院支部書記，由學工委書記徐懋德領導，1950年2月，徐懋德潛逃回大陸，學工委轉交由李水井帶領，5月李水井遭逮捕，學工委瓦解，張璧坤、鄭文峰等皆逃回故鄉嘉義，台大法學院支部至此瓦解，鄭文峰於6月在朴子家中遭逮捕，葉城松則成立嘉義支部與張璧坤等人繼續在嘉義地區活動。